# Strzałkowice
Strzałkowice (niem. Nieder-Schützendorf) – wieś w Polsce położona w województwie dolnośląskim, w powiecie legnickim, w gminie Ruja.

## Podział administracyjny
W latach 1975–1998 miejscowość administracyjnie należała do województwa legnickiego.

## Zabytki
Do wojewódzkiego rejestru zabytków wpisany jest:
- Zespół dworski, z trzeciej ćwierci XIX w.:
  - dwór, oficyna, obora, stajnia, resztki parku) nr rej.: 1003/L z 19.12.1991 r.